# (172533) 2003 UO9
(172533) 2003 UO9 (2003 UO9, 2005 EE188) — астероїд головного поясу, відкритий 20 жовтня 2003 року.
Тіссеранів параметр щодо Юпітера — 3,524.